# Dara O'Shea
Dara O'Shea, né le 4 mars 1999 à Dublin en Irlande, est un footballeur international irlandais qui évolue au poste de défenseur central à Ipswich Town.

## Biographie

### Débuts professionnels
Né à Dublin en Irlande, Dara O'Shea est formé par West Bromwich Albion.
Le 25 août 2017, Dara O'Shea est prêté au Hereford FC (en) pour six mois.

### Exeter City
Le 7 août 2018, O'Shea est prêté à Exeter City pour six mois, club évoluant alors en League Two. Le 5 janvier 2019, le prêt est prolongé jusqu'à la fin de la saison.

### Retour à West Bromwich Albion
Après une saison en prêt à Exeter, Dara O'Shea est de retour à West Bromwich Albion. Le 13 août 2019, il fait sa première apparition avec l'équipe première, lors d'un match de Coupe de la Ligue face au Millwall FC. Il est titularisé et joue l'intégralité de la rencontre, où son équipe s'incline par deux buts à un. Le 21 décembre 2019, il joue son premier match en Championship (deuxième division) face au Brentford FC. Il entre en jeu à la place de Kyle Bartley, sorti sur blessure, lors de cette rencontre qui se solde par un score nul de un partout. Le 24 janvier 2020, O'Shea prolonge son contrat avec WBA. Il inscrit son premier but le 9 février 2020, face au Millwall FC, contribuant à la victoire de son équipe (0-2). Lors de cette deuxième partie de saison, O'Shea s'impose comme un titulaire dans la défense de West Bromwich, et son équipe lutte pour la montée en première division. Le club termine deuxième du championnat lors de la saison 2019-2020 et est ainsi promu dans l'élite du football anglais.
Dara O'Shea découvre la Premier League lors de la saison 2020-2021, jouant son premier match lors de la première journée, le 13 septembre 2020 contre Leicester City. Il est titulaire et son équipe s'incline lourdement à domicile par trois buts à zéro.

### Burnley FC
Le 23 juin 2023, Dara O'Shea rejoint le Burnley FC. Première recrue estivale des Clarets, il signe un contrat courant jusqu'en juin 2027 avec le club tout juste promu en première division,.
O'Shea inscrit son premier but pour Burnley le 26 septembre 2023, lors d'une rencontre de Coupe de la Ligue contre Salford City. Titulaire, il participe à la victoire de son équipe par quatre buts à zéro,.

### Ipswich Town
Le 25 août 2024, Dara O'Shea rejoint Ipswich Town, tout juste promu en Premier League, pour un contrat de cinq ans, soit jusqu'en juin 2029. Le transfert est estimé à 12 millions de livres sterling, avec 3 millions supplémentaires en bonus.

### En sélection nationale
Dara O'Shea représente l'équipe d'Irlande des moins de 17 ans de 2015 à 2016, pour un total de huit matchs joués. Il marque également un but, le 3 mars 2016 contre la Suisse (1-1 score final). 
Avec les moins de 19 ans, il inscrit un but lors d'un match amical contre la Roumanie en février 2018. A plusieurs reprises, il officie comme capitaine de cette sélection.
Il joue son premier match avec les espoirs le 24 mars 2019, en amical contre le Luxembourg. Il est titularisé lors de ce match remporté par les siens sur le score de trois buts à zéro.
En octobre 2020, Dara O'Shea est appelé par Stephen Kenny, le sélectionneur de l'équipe nationale d'Irlande et honore sa première sélection face à la Finlande le 14 octobre 2020. Titularisé, il voit son équipe s'incliner sur le score de un but à zéro.